# Смит и Весон модел 2 Војни
Смит и Весон модел 2 Војни (енгл. Smith & Wesson Model No. 2 Army), амерички револвер из 19. века.

## Позадина
Прве револвере у САД (и на свету) произвела је америчка фирма Колт почев од 1836: били су то револвери капислари, са добошем који се пунио спреда (барутом и куглом) и опаљивао ударцем ороза по каписли (по једна за сваки метак) на задњој страни добоша. Компанија Колт имала је патент и монопол за производњу револвера у САД све до фебруара 1856, мада не и у Европи, где је производња револвера капислара почела од 1851 (револвери Вебли, Бомонт-Адамс). За то време, Данијел Б. Весон из фирме Смит и Весон је од 1856. до 1858. усавршио нову муницију, прве металне сједињене метке са ивичним паљењем, (које је патентирао 1856. и 1860) и до краја 1856. конструисао је нови модел револвера, са добошем који се пунио отпозади сједињеним металним мецима калибра 5,6 mm (0,22 in). Међутим, амерички пушкар Ролин Вајт (бивши радник Колта) је још 1855. патентирао револверски добош са барутним коморама отвореним са задње стране (тј. потпуно пробушеним), па је фирма Смит и Весон морала да откупи његов патент (за 25 центи по револверу), што им је дало монопол на ову врсту револвера (пуњене металним мецима отпозади) у САД до истицања овог патента 1869. године.

## Производња
Револвер Смит и Весон модел 1, калибра  5,6 mm (0,22 in) са 7 метака у добошу, производио се од новембра 1857, и до почетка Америчког грађанског рата продато је преко 130.000 примерака, а коришћен је у рату као лично (приватно купљено) оружје за самоодбрану. Међутим, због потреба војске Уније за револвером већег калибра, у јуну 1861. почела је производња знатно већег револвера, Смит и Весон модел 2 Војни, калибра 8,1 mm (0,32 in), са 6 метака у добошу.

## Карактеристике
Смит и Весон модел 2 Војни био је у суштини знатно већа верзија револвера Смит и Весон модел 1. Био је то револвер са телом које се могло отворити нагоре (енгл. tip-up revolver). Осмоугаона цев револвера била је спојена са телом револвера шарком на горњем крају и куком на доњем крају. Када би се кука откачила, цев се могла подићи нагоре и тако ослободити добош, који се могао извадити ради пуњења. Добош се пунио отпозади (кроз отворене барутне коморе) бакарним мецима са ивичним паљењем, калибра 8,1 mm (0,32 in). Празне чахуре избациване су клином испод цеви. Обарач није имао браник, већ је имао штитник са задње стране, спојен са телом цеви, а ороз се морао натегнути пре сваког пуцања. Овај револвер прављен је са цевима различите дужине, од 102 mm (4,0 in) до 152 mm (6,0 in).